# Cerkownyj błagowiest
Cerkownyj błagowiest (ros. Церковный благовест) – kolaboracyjne pismo na okupowanej Białorusi podczas II wojny światowej
Pismo zaczęło wychodzić w okupowanym Bobrujsku w czerwcu 1943 r. pod nazwą „Błagowiest”. Funkcję redaktora naczelnego pełnił protojerej Nikołaj M. Jasinski. Pismo było wspierane przez biskupa smoleńskiego i briańskiego Stefana. 15 lipca 1943 r. zmieniło nazwę na „Cerkownyj błagowiest”. Podtytułem pisma było: Gazeta powracającego na Ruś chrześcijaństwa. Ukazywało się ono dwa razy w miesiącu. Publikowano w nim materiały o charakterze religijnym, a także artykuły i felietony o wydźwięku antysowieckim. W związku z klęskami wojsk niemieckich na froncie wschodnim pismo zostało zamknięte pod koniec 1943 r.